# Comic Action
La Comic Action es una feria del cómic, que se celebra anualmente cada otoño desde 1999 en Essen (Alemania).
En la feria se presentan comics nacionales e internacionales. Una particularidad de la Comic Action la constituye la “Zeichneralee” (la avenida de los artistas), donde se les da la oportunidad a jóvenes y artistas desconocidos de presentarse y de dibujar para los visitantes.